# Les Bosses dans le jardin
Les Bosses dans le jardin (Le gobbe nel giardino) est une nouvelle fantastique de Dino Buzzati, incluse dans le recueil Le K publié en 1966.

## Résumé
Le narrateur jouit paisiblement de son jardin, qui n'est autre que le reflet de son âme. 
Un jour, une bosse apparaît dans le gazon : impossible de l'aplanir. Il apprend peu après qu'un ami très proche est mort peu avant l'apparition de la bosse. 
Les années passent. L'une après l'autre, les bosses se multiplient dans le jardin, chacune rappelant la perte d'un proche. 
Un jour, c'est un véritable talus qui apparaît.